# Télescope Aristarque
Le télescope Aristarque (en grec Aristarchos  est un télescope optique doté d'un  miroir primaire de 2,3 mètres de diamètre situé  en Grèce dans le massif du Chelmós au nord du Péloponnèse à une altitude de 2340 mètres. Cet instrument de l'Observatoire national d'Athènes a été mis en service en 2007 (première lumière en 2005).

## Historique
Le télescope a été fabriqué par la société allemande Carl Zeiss  et a été mis en service au cours de l'été 2007.

## Caractéristiques techniques
Le télescope Aristarque est un instrument de type Ritchey-Chretien, qui  dispose d'un miroir primaire monolithique de 2,3 mètres de diamètre (Par sa taille il s'agit du deuxième miroir monolithique le plus grand d'Europe). Le champ de vue est de 1 degré au niveau du foyer principal de type Cassegrain et de 10 minutes d'arc au niveau des quatre foyers secondaires latéraux. La longueur focale est de 17,6 mètres. La précision de pointage est de 2 secondes d'arc et il peut maintenir son pointage vers un objet observé avec une précision inférieure à une fraction d'une seconde d'arc durant une heure. L'observatoire est situé dans le massif du Chelmós en Grèce au nord du Péloponnèse à une altitude de 2340 mètres dans une des régions d'Europe les moins touchées par la pollution lumineuse, . 

## Participation à l'expérience DSOC de la NASA
L'observatoire a été sélectionné par l'Agence spatiale européenne pour participer à l'expérience DSOC de la NASA. DSOC doit permettre de tester  un système de communications spatial reposant sur un système optique (laser) entre la sonde spatiale Psyché située à des centaines de millions de kilomètres et la Terre. Pour l'Agence spatiale européenne l'objectif est de tester la compatibilité de son infrastructure au sol avec celle de la NASA pour les liaisons optiques de futures missions interplanétaires et de valider les protocoles de communication optiques recommandés par le Comité Consultatif pour les Systèmes de Données Spatiales et définis dans son livre bleu. Les équipements installés dans l'observatoire pour ces tests  comprennent des lasers ayant une puissance combinée de 7 kW et émettant en proche infrarouge (1064 nm) qui sont utilisés pour le verrouillage du pointage de Psyché dans la direction de la station européenne et pour la transmission de données sur la liaison montante, un détecteur SNSPD placé dans le plan focal du télescope et chargé de collecter les photons émis par la liaison descendante et un modem chargé de convertir les signaux électriques en signaux optiques.